# Grenier-Montgon
Grenier-Montgon là một xã thuộc tỉnh Haute-Loire nam trung bộ nước Pháp. Xã Grenier-Montgon nằm ở khu vực có độ cao từ 504-694 mét trên mực nước biển.